# Matmos
Matmos – duet z San Francisco grający muzykę elektroniczną, nagrywający dla Matador Records. Projekt tworzą M. C. (Martin) Schmidt i Drew Daniel, ale współpracują też z innymi artystami, zwłaszcza z J Lesserem. Większość ich twórczości jest klasyfikowana jako popowa odmiana muzyki konkretnej.

## Dyskografia

### Albumy
- Matmos (1998, OLE-380)
- Quasi-Objects (1998, OLE-381)
- The West (1999)
- A Chance to Cut Is a Chance to Cure (2001, OLE-489)
- The Civil War (2003)
- The Rose Has Teeth in the Mouth of a Beast (2006, OLE-677)
- Supreme Balloon (2008)

### EP
- Full On Night Split Disc with Rachel's (2000, Quarterstick)
- California Rhinoplasty (2001, OLE-501)
- Rat Relocation Program (2004)
- For Alan Turing (2006)

## Limitowane wydawnictwa
- Matmos Live with J Lesser (2002)
- A Viable Alternative to Actual Sexual Contact, as Vague Terrain Recordings (2002, Piehead Records)